# 페드로 곤잘레즈 곤잘레즈

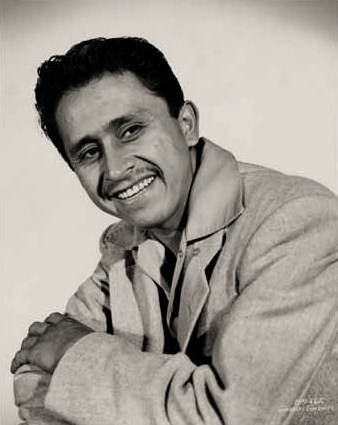

페드로 곤잘레즈 곤잘레즈(Pedro Gonzalez Gonzalez, 1925년 5월 24일 ~ 2006년 2월 6일)는 미국의 배우, 영화배우, 텔레비전 배우이다.
컬버시티에서 사망하였다.

## 영화
- 프러쉬 (1977년)
- 싸이코 드라마 (1969년)
- 캐넌 목장 (1967년)
- 내 사랑 지니 (1965년)
- 더 영 랜드 (1959년)
- 보텀 오브 더 보틀 (1956년)
- 비상착륙 (1954년)